# Česká část Dolních Rakous
Česká část Dolních Rakous je bývalé území Dolních Rakous, které bylo 31. července 1920 připojeno k Československu a dnes je součástí Česka. Jde o Západní Vitorazsko, Valticko a Dyjský trojúhelník. Celková rozloha tohoto území je 230 km². Československo získalo toto území na základě Saintgermainské smlouvy, jež stanovila státní hranice po skončení první světové války.

## Části
- Západní Vitorazsko – část historického Vitorazska s celkovou rozlohou 113 km². Větší, východní část, byla přiřčena nově vzniklé Rakouské republice a je součástí spolkové země Dolní Rakousy. Západní část Vitorazska je dnes součástí Jihočeského kraje.

- Valticko o rozloze 87 km². Celé Valticko dnes tvoří jih okresu Břeclav (Jihomoravský kraj) a je nejteplejší oblastí Česka. Valticko tvoří severní okraj zeměpisné oblasti Moravské pole v severovýchodním cípu Dolních Rakous.

- Dyjský trojúhelník – území při soutoku Dyje s Moravou o rozloze 30 km². Dyjský trojúhelník tvoří niva s rozsáhlým lužním lesem. Je jedním z posledních dodnes neobydlených míst na území Evropy. Pro svoji nedotčenost má přibližně ten samý charakter jako za doby Sámovy říše nebo Velkomoravské říše. Dnes je součástí Jihomoravského kraje.

## Dějiny
Rakouské území, které v roce 1920 připadlo Československu, bylo původně obývány Slovany a patřilo postupně Sámově říši, Velké Moravě a přemyslovskému státu. Valticko a Dyjský trojúhelník se staly součástí tehdejší Východní marky roku 1041 (kdy o tato dvě území, spolu se severovýchodem dnešních Dolních Rakous, přišel Břetislav I.), Vitorazsko ve 13. století. Později byly začleněny do Dolních Rakous. Na konci 19. století již obývali tento prostor převážně Němci, žila zde však česká menšina. K roku 1900 šlo v tehdejším okrese Gmünd o 4 119 obyvatel (6,5 %) a v okrese Mistelbach o 8 250 obyvatel (7,3 %), kteří se hlásili k české, resp. moravské obcovací řeči.
Dolnorakouští Češi koncem roku 1918 vyhlásili ve Vídni (ve které samotné k roku 1900 žilo 103 tisíc Čechů) Československý národní výbor pro Dolní Rakousy, který měl hájit jejich zájmy. Na Valticku se tři obce s jasnou českou většinou (Poštorná, Charvátská Nová Ves a Hlohovec, obývané většinou Moravských Slováků[zdroj?]) samy hned po 28. říjnu 1918 přihlásily k Československu a byly také československým vojskem (tzv. Slováckou brigádou) obsazeny. Rakouští Němci deklarovali 21. října 1918 vznik tzv. Německého Rakouska, jehož součástí mělo být i území později postoupené Československu. 12. listopadu 1918 se Německé Rakousko prohlásilo za nezávislý stát.
Saintgermainskou smlouvou se Německé Rakousko přeměnilo v dnešní Rakousko (Rakouskou republiku). Tato mírová smlouva současně stanovila československo-rakouskou hranici a přiznala dané území, přes odpor místního německého obyvatelstva, Československu. Československo požadovalo tuto část Dolních Rakous z důvodů historických, národnostních, komunikačních a strategických.
Včlenění části Dolních Rakous do Československa bylo provedeno československým zákonem č. 450/1920 Sb., o inkorporaci Vitorazska a Valticka. Ze správního pohledu se západní Vitorazsko stalo součástí Čech (většina území byla začleněna do politického a soudního okresu Třeboň, malá část pak do politického okresu Kaplice, soudní okres Nové Hrady) a Valticko spolu s Dyjským trojúhelníkem součástí Moravy (část Valticka se spolu s Dyjským trojúhelníkem stala částí politického okresu Hodonín, soudní okres Břeclav, zbytek Valticka částí politického a soudního okresu Mikulov).
I přes tyto československé územní zisky zůstalo v Dolních Rakousích několik zčásti českých obcí, které se v následujících letech definitivně poněmčily. Podle české, resp. moravské obcovací řeči se v roce 1900 jednalo na Vitorazsku např. o osady Eibenstein (19 %) a Grillenstein (18 %), obě dnes součásti města Gmünd, nebo Josefsthal (35 %), Schlag (12 %) a Schönau (13 %), všechny tři dnes součásti města Litschau. Na Valticku např. o obce Cáhnov (Hohenau an der March, 10 %), Pernitál (Bernhardsthal, 16 %) nebo Ranšpurk (Rabensburg, 15 %). Zachovaly se také české názvy dalších obcí, na Vitorazsku např. Cmunt – Gmünd, Ličov – Litschau, Lomy – Brand, Finsterov – Finsternau nebo Skřemelice – Schrems. Na Valticku kupř. Lingašdorf – Ringelsdorf, Střezenice – Drösing, Přílepa – Waltersdorf an der March nebo Zindorf – Sierndorf an der March.
V letech 1938 až 1945 bylo území spolu s ostatními částmi tzv. Sudet okupováno Velkoněmeckou říší. Při federalizaci Československa se území stalo součástí České socialistické republiky. Součástí Česka zůstalo i po zániku Československa na konci roku 1992.